# 语音处理

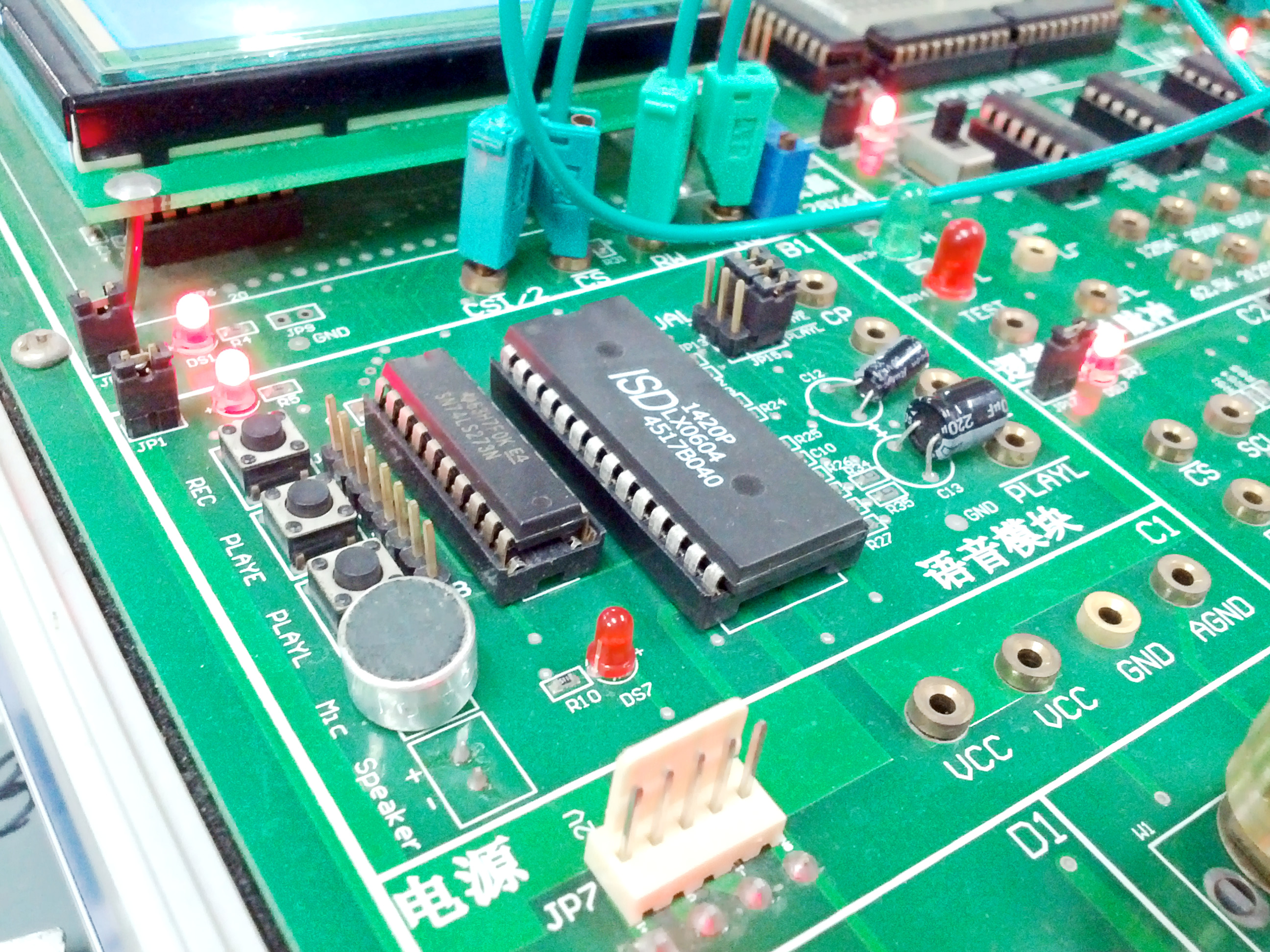
为单片机实验服务的语音模块

語音處理（英語：Speech processing），又稱語音訊號處理、人聲處理，是研究语音信号及其处理方法的学科。通常，这些信号是以数字形式进行处理的，因此语音处理可以被视为数字信号处理的一个特殊案例，专门应用于语音信号。语音处理涉及语音信号的获取、操控、存储、传输和输出等多个方面。不同的语音处理任务包括语音识别、语音合成、说话人分离、语音增强、说话人识别等。

## 語音的相關常識

### 一般聲音檔格式
- 取樣頻率：22050Hz
- 單聲道或雙聲道
- 每筆資料用8個bit來表示
- 電腦中沒有經過任何壓縮的聲音檔：*.wav

### 聲音的頻率
- 頻率範圍

人耳可以辨識頻率：20Hz ~ 20000Hz
說話：150~2000Hz
電話系統頻域：小於3500Hz
電腦音效卡取樣頻率：44100Hz (最新技術可達192K)(一般用22050Hz、11025Hz 即可)
- 超音波(ultrasound)與次聲波(infrasound)

超音波(ultrasound)：> 20000Hz
次聲波(infrasound)：< 20Hz
- 人對於頻率的分辨能力，是由於頻率的"比"決定

對人類而言，300Hz和400Hz之間的差別，與3000Hz和4000Hz之間的差別是相同的

### 聲音的波長
- 波長較長：傳播距離較遠，但容易散射
- 波長較短：衰減較快，但傳播方向較接近直線

### 聲音的速度
- 聲音在空氣中傳播速度： 每秒340 公尺(15°C 時)
- 一般人，耳翼到鼓膜之間的距離： 2.7公分。所以，人類對3000Hz 左右頻率的聲音最敏感
- 每增加1°C，聲音的速度增加0.6 m/sec
- 聲音在水中的傳播速度是1500 m/sec，在鋁棒中的傳播速度是5000 m/sec

### 分貝
- 分貝(dB)：{\displaystyle 10log_{\text{10}}(P/C)\,\!}

其中P為音強(正比於振福的平方)，C為0dB時的音強
- 每增加10dB，音強增加10倍，振幅增加 {\displaystyle 10^{0.5}\,\!} 倍；每增加3dB ，音強增加2倍，振幅增加 {\displaystyle 2^{0.5}\,\!}  倍

### 音樂訊號
- 電子琴Do 的頻率：

低音Do: 131.32 Hz
中音Do: 261.63 Hz
高音Do: 523.26 Hz
更高音Do: 1046.52 Hz
- 音樂每增加八度音，頻率變為2 倍
- 每一音階有12個半音。增加一個半音，頻率增加{\displaystyle 2^{1/12}\,\!} 倍(1.0595 倍)
- 音樂通常會出現「和弦」(chord) 的現象。除了基頻{\displaystyle f_{\text{0}}\,\!} Hz 之外，也會出現2{\displaystyle f_{\text{0}}\,\!}Hz, 3{\displaystyle f_{\text{0}}\,\!}Hz, 4{\displaystyle f_{\text{0}}\,\!}Hz , ...... 的頻率

### 語音處理的工作
- 語音編碼(Speech Coding)
- 語音合成(Speech Synthesis)
- 語音增強(Speech Enhancement)
- 語音辨認(Speech Recognition)

音素→音節→詞→句→整段話
- 說話人辦認(Speaker Recognition)
- 其他：語意、語言、情緒

### 子音和母音
- 母音： 依唇型而定。母音的能量大，頻率偏低，時間較長，出現在子音後或獨立出現
- 子音： 在口腔，鼻腔中某些部位將氣流暫時堵住後放開。子音的能量小，頻率偏高，時間較短，出現在母音前

### 語意學的角色
- 以「語意學」或「機率」來補足語音辨識的不足

例如：經過判定，一個聲音可能是
ㄅㄧ ㄖㄢ  ㄆㄧ ㄖㄢ
ㄅㄧ ㄌㄢ  ㄆㄧ ㄌㄢ
這個聲音是「必然」的機率比較大。
ㄅㄛ ㄅㄛ  ㄆㄛ ㄆㄛ
可能是「伯伯」，也可能是「婆婆」，看上下文
- 當前主流的語音辨識技術：

梅爾頻率倒頻譜(Mel-Frequency Cepstrum) + 語意分析 + 機器學習(Machine Learning)

## 語音檔的處理(Matlab)

### 讀取聲音檔
- 電腦中，沒有經過壓縮的聲音檔都是*.wav 的型態，有經過壓縮的聲音檔是*.mp3的型態
- 讀取： audioread (2015版本以後的Matlab，wavread 將改為audioread)
- 例： [x, fs] = audioread('C:\WINDOWS\Media\ringin.wav');

可以將ringin.wav 以數字向量x來呈現。fs:取樣頻率(sampling frequency)
這個例子當中size(x) = 122868 2 (2指的是雙聲道(Stereo，俗稱立體聲))，fs = 22050
- .wav 檔中所讀取的資料，值都在 -1 和 +1 之間
- 畫出聲音的波型

time = [0:size(x,1)-1]/fs;  (x 是用audioread 所讀出的向量)
subplot(2,1,1); plot(time, x(:,1)); xlim([time(1),time(end)])
subplot(2,1,2); plot(time, x(:,2)); xlim([time(1),time(end)])

### 繪出頻譜
X = fft(x(:,1));
X=X.';
N=length(X); N1=round(N/2);
dt=1/fs;
X1=[X(N1+1:N),X(1:N1)]*dt;  (shifting for spectrum)
f=[[N1:N-1]-N,0:N1-1]/N*fs;  (valid f)
plot(f, abs(X1));

### 聲音的播放
- sound(x): 將x以8192Hz 的頻率播放
- sound(x, fs): 將x以fs Hz 的頻率播放

註：x必須是1 個column (或2個columns)，且x的值應該介於 -1 和 +1 之間
- soundsc(x, fs): 自動把x的值調到 -1 和 +1 之間再播放

### 製作.wav檔：audiowrite
audiowrite(filename, x, fs)
將數據x變成一個*.wav 檔，取樣頻率為fsHz
註：x必須是1 個column (或2個columns)，且x的值應該介於 -1 和 +1

### 錄音的方式

#### 基本指令說明
以下這三個指令要並用才可以錄音
- recorder = audiorecorder(Fs, nb, nch); (提供錄音相關的參數)

Fs: sampling frequency
nb: using nb bits to record each data
nch: number of channels (1 or 2)
- recordblocking(recorder, Sec); (錄音的指令)

recorder: the parameters obtained by the command  audiorecorder
Sec: the time length for recording
- audioarray = getaudiodata(recorder);

(將錄音的結果，變成audioarray 這個column vector，如果是雙聲道，則audioarray 是兩個column vectors)

#### 範例
Sec = 3; (錄音的時間為三秒)
Fs = 8000; (sampling frequency 為8000 Hz)
recorder = audiorecorder(Fs, 16, 1);
recordblocking(recorder, Sec);
audioarray = getaudiodata(recorder); (錄音結果為audioarray，是一個column vector (如果是雙聲道，則是兩個column vectors))
sound(audioarray, Fs); (播放錄音的結果)
t = [0:length(audioarray)-1]./Fs;
plot (t, audioarray); (將錄音的結果用圖畫出來)
xlabel('sec','FontSize',16);
audiowrite('test.wav', audioarray, Fs)  (將錄音的結果存成*.wav 檔)

## 語音檔的處理(Python)

### 安裝模組
- pip install numpy
- pip install scipy
- pip install matplotlib # plot
- pip install pipwin
- pipwin install simpleaudio # vocal files
- pipwin install pyaudio

### 讀音訊檔
要先import 相關模組: import wave

#### 讀取音檔
wavefile = wave.open('C:/WINDOWS/Media/Alarm01.wav', 'rb')
獲得音檔取樣頻率和音訊長度:
fs =wavefile.getframerate()  # sampling frequency
num_frame = wavefile.getnframes()  # length of the vocal signal
>>> fs
22050
>>> num_frame
122868

#### 讀取波形與數據
要先import 相關模組: import numpy as np
- str_data = wavefile.readframes(num_frame)
- wave_data = np.frombuffer(str_data, dtype=np.int16) # 轉成整數型態
- wave_data = wave_data / max(abs(wave_data))  # normalization
- n_channel = 2
- wave_data = np.reshape(wave_data, (num_frame, n_channel)) # 若為雙聲道音檔需要做reshape

#### 畫出音訊波形圖
要先import 相關模組: import matplotlib.pyplot as plt
- time = np.arange(0, num_frame)*1/fs
- plt.plot(time, wave_data)
- plt.show()

### 畫出頻譜
要先import 相關模組: from scipy.fftpack import fft
- fft_data = abs(fft(wave_data[:,1]))/fs # only choose the 1st channel # 注意要乘上1/fs
- n0=int(np.ceil(num_frame/2))
- fft_data1=np.concatenate([fft_data[n0:num_frame],fft_data[0:n0]]) # 將頻譜後面一半移到前面
- freq=np.concatenate([range(n0-num_frame,0),range(0,n0)])*fs/num_frame # 頻率軸跟著調整
- plt.plot(freq,fft_data1)
- plt.xlim(-1000,1000) # 限制頻率的顯示範圍
- plt.show()

### 播放聲音
要先import 相關模組: import simpleaudio as sa
- n_bytes =2  # using two bytes to record a data
- wave_data = (2**15-1)* wave_data  # change the range to -215 ~ 215
- wave_data = wave_data.astype(np.int16)
- play_obj = sa.play_buffer(wave_data, n_channel, n_bytes, fs)
- play_obj.wait_done()

### 製作音檔
- f = wave.open('testing.wav', 'wb')
- f.setnchannels(2) # 設定聲道數
- f.setsampwidth(2) # 每個samples 有幾個位元組
- f.setframerate(fs) # 設定取樣頻率
- f.writeframes(wave_data.tobytes())
- f.close()

### 錄音
要先import 相關模組: import pyaudio
import pyaudio
pa=pyaudio.PyAudio()
fs = 44100
chunk = 1024
stream = pa.open(format=pyaudio.paInt16, channels=1,rate=fs, input=True, frames_per_buffer=chunk)
vocal=[]
count=0

## 時頻分析結果分析

### Matlab

#### 畫出時頻分析結果
可採行兩種方式：
- 使用mesh 指令畫出立體圖(但結果不一定清楚，且執行時間較久)
- 將amplitude 變為gray-level，用顯示灰階圖的方法將結果表現出來

假設y 是時頻分析計算的結果
image(abs(y)/max(max(abs(y)))*C) % C 是一個常數，可以選C=400
或image(t, f, abs(y)/max(max(abs(y)))*C)
colormap(gray(256)) % 變成gray-level 的圖
set(gca,'Ydir','normal') % 若沒這一行, y-axis 的方向是倒過來的
set(gca,'Fontsize',12) % 改變橫縱軸數值的font sizes
xlabel('Time (Sec)','Fontsize',12) % x-axis
ylabel('Frequency (Hz)','Fontsize',12) % y-axis
title('STFT of x(t)','Fontsize',12) % title

#### 計算程式執行時間的指令
tic (這指令如同按下碼錶)
toc (show 出碼錶按下後已經執行了多少時間)
註：通常程式執行第一次時，由於要做程式的編譯，所得出的執行時間會比較長。程式執行第二次以後所得出的執行時間，是較為正確的結果

### Python

#### 事前安裝模組
- pip install numpy
- pip install matplotlib

#### 畫出時頻分析結果
假設y為時頻分析結果(應為二維的矩陣數列)，將y 以灰階方式畫出來
import numpy as np
import matplotlib.pyplot as plt
C = 400
y = np.abs(y) / np.max(np.abs(y)) * C
plt.imshow(y, cmap='gray', origin='lower') # 加上origin='lower' 避免上下相反
plt.xlabel('Time (Sec)')
plt.ylabel('Frequency (Hz)')
plt.show()
若要加上座標軸數值(在plt.show()之前加上以下程式碼)
x_label = ['0', '10', '20', '30'] # 橫軸座標值
y_label = ['-5', '0', '5'] # 縱軸座標值
plt.xticks(np.arange(0, x_max, step=int(x_max/(len(x_label)-1)), x_label)
plt.yticks(np.arange(0, y_max, step=int(y_max/(len(y_label)-1)), y_label)

## 語音訊號的來源
人聲是由於聲帶震動，而產生聲音。當運動肌肉擠壓，使肺臟中的空氣通過聲帶時，空氣流動使得聲帶做周期性的震動，又再一次震動了空氣，接著，帶著動能的空氣離開氣管到達口腔或鼻腔，在腔室中震動，最後離開在嘴唇傳到人耳變成聲音。
若調整口腔中舌頭的位置，會產生不同種類的聲音，如果舌頭沒有做太多的動作，空氣只有在口腔中共振，接著直接流出嘴唇，會產生母音，若提起舌頭，使口鼻腔相通，則會出現鼻音。

## 語音訊號分類
從中文發音的觀點來說，聲音仍可分為子音與母音，母音和子音可以用兩種方式區分：
- 發聲方式：一般而言，母音跟嘴唇形狀有關，而且不與鼻腔共振。相對而言，在發出子音時，就會運用到鼻腔配合發聲。
- 頻譜分析：從頻譜上觀察可以發現子音的訊號頻率較高，持續時間較短，且會在母音之前出現。而母音的頻率較低，持續時間較長，在子音後或獨立出現，另外，母音的能量也會比子音大。

下面列出中文注音符號中的母音、子音及其拼音。
- 母音：ㄚ ㄛ ㄜ ㄝ ㄞ ㄟ ㄠ ㄡ ㄢ ㄣ ㄤ ㄥ ㄦ 一 ㄨ ㄩ

| 母音     | ㄚ | ㄛ | ㄜ  | ㄝ  | ㄞ | ㄟ  | ㄠ  | ㄡ    |
| -------- | -- | -- | --- | --- | -- | --- | --- | ----- |
| 漢語拼音 | a  | o  | e   | e   | ai | ei  | ao  | ou    |
| 通用拼音 | a  | o  | e   | e   | ai | ei  | ao  | ou    |
| 母音     | ㄢ | ㄣ | ㄤ  | ㄥ  | ㄦ | 一  | ㄨ  | ㄩ    |
| 漢語拼音 | an | en | ang | eng | er | i,y | u,w | yu,ju |
| 通用拼音 | an | en | ang | eng | er | i,y | u,w | yu,ju |

- 子音：ㄅ ㄆ ㄇ ㄈ ㄉ ㄊ ㄋ ㄌ ㄍ ㄎ ㄏ ㄐ ㄑ ㄒ ㄓ ㄔ ㄕ ㄖ ㄗ ㄘ ㄙ

| 子音     | ㄅ | ㄆ | ㄇ | ㄈ | ㄉ | ㄊ | ㄋ |
| -------- | -- | -- | -- | -- | -- | -- | -- |
| 漢語拼音 | b  | p  | m  | f  | d  | t  | n  |
| 通用拼音 | b  | p  | m  | f  | d  | t  | n  |
| 子音     | ㄌ | ㄍ | ㄎ | ㄏ | ㄐ | ㄑ | ㄒ |
| 漢語拼音 | l  | g  | k  | h  | j  | q  | x  |
| 通用拼音 | l  | g  | k  | h  | j  | q  | x  |
| 子音     | ㄓ | ㄔ | ㄕ | ㄖ | ㄗ | ㄘ | ㄙ |
| 漢語拼音 | zh | ch | sh | r  | z  | c  | s  |
| 通用拼音 | zh | ch | sh | r  | z  | c  | s  |

## 語音的架構
要分析語音訊號前，必須先了解其架構，語音的要素從小到大分別是：音素→音節→詞彙→句子→整段話。
音素是聲音的最小單位，例如「呵」這個字的音素，就是「ㄏ」和「ㄜ」，但是音素和注音符號並不相等，例如「鷗」雖然只有「ㄡ」這個母音，但是由於是雙母音，所以會把他拆成兩個音素。音節在中文而言，就是只一個字，例如：「天天開心」就有四個音節。詞彙是文字組成的有意義片段，各種不同的詞彙集結成句子，最後變成整段話，這就是語音的架構。

## 語音處理方法
用麥克風或其他裝置收到的類音聲音訊號，經由類比數位轉換裝置，將資料數據化進行處理，最後再經過數位類比轉換裝置輸出。因此，我們在處理時是針對數位訊號，語音訊號是一種離散時間訊號。其訊號處理流程如下：
1. 收取並取樣訊號：利用麥克風或各種收音裝置，收取類比語音訊號，再用ADC裝置(如類比數位轉換卡)把類比訊號變成數位訊號，接著根據奈奎斯特理論作取樣，若不符合理論則會造成訊號失真。
2. 量化及編碼：由於電腦中的記憶都是0和1，因此要將所收到的數據用一段適合的0跟1去儲存，這個動作就稱為量化，所使用的0與1越多，所需的記憶體越多。接著利用編碼器將數值以波形呈現，因此雖然是數位訊號，但是在電腦中所見到的是類比。
3. 訊號標準化：將語音訊號標準化，使其數值都落在同一個範圍。
4. 音框選擇：由於語音訊號是一段很長的訊號，因此會針對想要處理的部分取音框。
5. 端點偵測：端點偵測的目的是使訊號處理的範圍更精確，只要設定一個音量閾值，若訊號小於閾值，則將其視為沒訊號，但是若雜訊過高，則會產生誤差。
6. 去雜訊：由於雜訊多集中在高頻的部分，因此利用簡單的高頻濾波器，就可以去掉部分雜訊。

## 基本處理方法
語音訊號是屬於離散時間系統，因此會用離散時間的傅立葉轉換去做處理，除此之外，摺積、窗函數都是一定會使用到的處理方法。
- 離散時間傅立葉轉換：

{\displaystyle x[n]={\frac {1}{2\pi }}\int \limits _{-\pi }^{\pi }X(\omega )e^{-j\omega n}\,d\omega .}
{\displaystyle X(\omega )=\sum _{k=0}^{N-1}x[n]e^{-j\omega n}}
- 摺積：

兩訊號做convolution等於，兩訊號先做傅立葉轉換，相乘後再做反傅立葉轉換，藉此可以更快速的處理訊號。
{\displaystyle {\mathcal {F}}\{h*x\}={\mathcal {F}}\{h\}\cdot {\mathcal {F}}\{x\}}

## 語音處理的應用
語音處理主要有兩個目的：
- 減少訊號雜訊，做出想要的訊號模組。
- 進行語音辨識，使人可以利用語言與電腦溝通。